# Hardenbergia violacea
Hardenbergia violacea, in Australië algemeen bekend als False Sarsparilla, is een plantensoort uit de vlinderbloemenfamilie en onderfamilie Faboideae; ze komt van nature voor in Australië.

## Etymologie
Het geslacht, Hardenbergia, is vernoemd naar de gravin Franziska von Hardenberg van de Nedersaksische adellijke familie. Zij was de zus van (onder andere plantkundige) Charles von Hügel, die in 1833 en '34 Australië aandeed om de flora te bekijken en plantenzaden voor zijn tuin te verzamelen. De soortaanduiding, violacea, betekent 'paarskleurig'.

## Kenmerken
Deze soort is een altijd groene, kronkelende klimplant, met kleine vlinderbloemen, die meestal paars, violet of wit zijn met een gele vlek bij de basis. De bladeren zijn donkergroen en leerachtig. In de herfst verschijnen aan de plant bruinkleurige erwten.
In Nederland kan de soort als klimplant tegen een hek groeien, maar ook in potten gehouden worden. De plant groeit het best in de zon in een vochtige bodem.

## Eigenschappen
Hoogte tot 3 meter, vorstbestendig. Houtige slingerplant. De smal ovale bladeren zijn 2,5 tot 12 cm lang. De violette, maar soms ook roze of witte bloemen hebben gele vlekken op de bovenste kroonbladen en bloeien in de lente. In de herfst verschijnen bruinige peulen van 3 à 4 cm lang.